# Schellbach
Schellbach là một đô thị thuộc huyện Burgenland, bang Sachsen-Anhalt, Đức. Đô thị Schellbach có diện tích 10,29 km², dân số thời điểm ngày 31 tháng 12 năm 2006 là 511 người.